# 大平直子
大平 直子（おおひら なおこ、1986年12月10日 - ）は、日本のタレント。東京都杉並区出身。血液型はA型。日本大学芸術学部卒業。日本大学大学院修了。
テレ玉『ごごたま』元アシスタントの牧野素子は姉。群馬ダイアモンドペガサス監督の牧野塁（元オリックス→阪神→楽天→広島）は義兄（姉の夫）にあたる。

## 略歴
2005年から2年間、読売ジャイアンツのマスコットガール、チームジャビッツ21のメンバーとして活躍した。ドラマ「天国への応援歌 チアーズ〜チアリーディングにかけた青春〜」（日テレで2004年4月3日放送）に石原さとみが扮した主人公･ミッコの同期役で出演したことがある。
現在は学業に専念するため、芸能活動を休止しているが、学生時代に開設したブログは現在も続いている。